# Amphibolips
Amphibolips is een geslacht van insecten uit de familie der echte galwespen (Cynipidae). 

## Soorten
- Amphibolips dampfi Kinsey, 1937[2]
- Amphibolips nebris Kinsey, 1937[2]
- Amphibolips fusus Kinsey, 1937[2]
- Amphibolips durangensis Nieves-Aldrey & Maldonado, 2012[3]
- Amphibolips malinche Nieves-Aldrey & Pascual, 2012[3]
- Amphibolips jaliscensis Nieves-Aldrey & Pascual, 2012[3]
- Amphibolips oaxacae Nieves-Aldrey & Pascual, 2012[3]
- Amphibolips nevadensis Nieves-Aldrey & Pascual, 2012[3]
- Amphibolips tarasco Nieves-Aldrey & Pascual, 2012[3]
- Amphibolips michoacaensis Nieves-Aldrey & Maldonado, 2012[3]
- Amphibolips acuminata Ashmead, 1896
- Amphibolips acuminatus Ashmead, 1896
- Amphibolips aliciae Medianero & Nieves-Aldrey, 2010[4]
- Amphibolips arbensis Mehes, 1953
- Amphibolips castroviejoi Medianero & Nieves-Aldrey, 2010[4]
- Amphibolips cibriani Pujade-Villar, 2018
- Amphibolips confluenta
  - = Cynips confluentus Harris, 1841
- Amphibolips confluentus (Harris, 1841)
- Amphibolips cookii Gillette, 1888
- Amphibolips ellipsoidalis Weld
- Amphibolips gainesi Bassett, 1900
- Amphibolips globulus Beutenmüller, 1909
- Amphibolips globus Weld
- Amphibolips hidalgoensis Pujade-Villar & Melika, 2011[5]
- Amphibolips kinseyi Nieves-Aldrey & Castillejos-Lemus, 2020[6]
- Amphibolips magnigalla Nieves-Aldrey & Castillejos-Lemus, 2020[6]
- Amphibolips melanocera Ashmead
- Amphibolips melanocerus (Ashmead, 1885)
- Amphibolips montana Beutenmüller
- Amphibolips murata Weld, 1957
- Amphibolips nassa Kinsey, 1937[2]
- Amphibolips nigra Beutenmüller
- Amphibolips nigrialatus Nieves-Aldrey & Castillejos-Lemus, 2020[6]
- Amphibolips nubilipennis (Harris, 1841)
- Amphibolips palmeri Basset, 1890[7]
- Amphibolips quercusinanis (Osten Sacken, 1861)
- Amphibolips quercuscinereae (Ashmead, 1881)
- Amphibolips quercusjuglans (Osten Sacken, 1862)
- Amphibolips quercusspongifica
- Amphibolips racemaria Ashmead, 1881
- Amphibolips salicifoliae Medianero & Nieves-Aldrey, 2010[4]
- Amphibolips spinosa Ashmead, 1887
- Amphibolips tinctoriae Ashmead, 1896
- Amphibolips trizonata Ashmead, 1896
- Amphibolips zacatecaensis Melika & Pujade-Villar, 2011[5]